# Ashville (Alabama)
Ashville é uma cidade  localizada no estado americano do Alabama, no Condado de St. Clair.

## Demografia
Segundo o censo americano de 2000, a sua população era de 2260 habitantes.
Em 2006, foi estimada uma população de 2473, um aumento de 213 (9.4%).

## Geografia
De acordo com o United States Census Bureau, a localidade tem uma área de 50,3 km², dos quais 50,1 km² cobertos por terra e 0,2 km² cobertos por água. Ashville localiza-se a aproximadamente 173 m acima do nível do mar.

## Localidades na vizinhança
O diagrama seguinte representa as localidades num raio de 24 km ao redor de Ashville.